# Tirà reial estriat
El tirà reial estriat (Myiodynastes maculatus) és un ocell de la família dels tirànids (Tyrannidae).

## Hàbitat i distribució
Habita els boscos de ribera, clars del bosc i manglars de les terres baixes des de Mèxic al sud de San Luis Potosí i sud de Tamaulipas, cap al sud, pel vessant del Golf de Mèxic a l'ample del sud-est de Mèxic, incloent la Península del Yucatán, nord de Guatemala i Belize fins al nord d'Hondures, sud-oest de Costa Rica, Panamà, i des de Colòmbia, Veneçuela, Trinitat, Tobago i Guaiana, cap al sud, per l'oest dels Andes, fins al nord-oest del Perú i, fins al nord-est del Perú, Bolívia i Brasil amazònic cap a l'est. Sud i centre del Perú, Bolívia, centre, sud i est del Brasil, Paraguai a Uruguai i nord de l'Argentina.

## Taxonomia
Segons alguns autors, la població meridional pertany en realitat a una espècie diferent:
- Myiodynastes solitarius (Vieillot, 1819) - tirà reial solitari[3]